# آنا بنسون
آنا بنسون (بالإنجليزية: Anna Benson)‏ هي عارضة أمريكية، ولدت في 12 فبراير 1976 في Mableton, Georgia ‏ في الولايات المتحدة.